# Многострукост
Многострукост је апстрактан тополошки простор у коме свака тачка има околину која подсећа на еуклидски простор, али чија глобална структура може бити компликованија. Када се проучавају многострукости, појам димензије је важан. На пример, праве су једнодимензионе, а равни су дводимензионе.
У једнодимензионој многострукости (један-многострукост), свака тачка има околину која изгледа као сегмент праве. Примери један-многострукости су права, круг и два одвојена круга. Код два-многострукости, свака тачка има околину која подсећа на диск. Као примери се могу узети раван, површина сфере и површина торуса.
Многострукости су важни објекти у математици и физици, јер омогућавају да се компликованије структуре изразе и схвате у оквирима релативно добро разумљивих својстава једноставнијих простора.
Често се на многострукостима дефинишу додатне структуре. Примери многострукости са додатним структурама су диференцијабилне многострукости, на којима можемо да вршимо математичку анализу, Риманове многострукости, на којима могу да се дефинишу раздаљине и углови, симплектичке многострукости које служе као фазни простор у класичној механици, и четвородимензионе псеудо-Риманове многострукости, које моделују простор-време у општој релативности.
Да би се у потпуности разумела математика која лежи у основи многострукости, неопходно је познавати елементарне концепте који се тичу скупова и функција, а од користи је имати и радно знање из анализе и топологије.

## Примери

### Кружница
Кружница је најједноставнији пример тополошке многострукости после праве. Топологија игнорише савијања, тако да мали одељак је кружнице једнак малом делу линије. Посматрајмо на пример, горњу половину јединичне кружнице (кружнице са полупречником 1), , где су  координате позитивне (означено жутом на слици 1). Свака тачка ове полукружнице се на јединствен начин може описати својом x координатом. Тако се пројектовањем на прву координату добија непрекидно пресликавање из полукруга и отвореног интервала (−1, 1):
{\displaystyle \chi _{\mathrm {gore} }(x,y)=x\,}
и слично
{\displaystyle \chi _{\mathrm {desno} }(x,y)=y.\,}
Таква функција се зове карта. Постоје одговарајуће карте за доњи (црвена), леви (плава) и десни (зелена) део кружнице. Заједно ови делови покривају целу кружницу и четири карте формирају атлас дате кружнице.
Горња и десна карта се преклапају: њихов пресек лежи у четвртини кружнице где су и x и y координате позитивне. Карте  и  обе пресликавају овај део бијективно на интервал (0, 1). Стога се може конструисати функција T са (0, 1) на самог себе, која прво инвертује жуту карту да би дошла до круга, а затим користи зелену карту назад на интервал. Нека је a неки број из (0, 1), онда:
{\displaystyle T(a)=\chi _{\mathrm {desno} }\left(\chi _{\mathrm {gore} }^{-1}(a)\right)=\chi _{\mathrm {desno} }\left(a,{\sqrt {1-a^{2}}}\right)={\sqrt {1-a^{2}}}.}
Таква функција се зове транзиционо пресликавање.
Горња, доња, лева и десна карта показују да је кружница многострукост, али оне не чине једини могући атлас кружнице. Карте не морају да буду геометријске пројекције, а њихов број је донекле ствар избора. Посматрајмо карте
{\displaystyle \chi _{\mathrm {minus} }(x,y)=s={y \over {1+x}}}
и
{\displaystyle \chi _{\mathrm {plus} }(x,y)=t={y \over {1-x}}.}
Овде је s нагиб линије кроз тачку накоординатама (x, y) и фиксирану пивот тачку (−1, 0); t је слика у огледалу, са пивот тачком (+1, 0). Инверзно пресликавање са s на (x, y) гласи
{\displaystyle x={{1-s^{2}} \over {1+s^{2}}},\qquad y={{2s} \over {1+s^{2}}};}
и лако се може проверити да  за све вредности нагиба s. Ове две карте чине нови атлас за кружницу, са
{\displaystyle t={1 \over s}.}
Свака карта изузима једну тачку, или (−1, 0) за s или (+1, 0) за t, тако да ниједна карта сама по себи није довољна да покрије целу кружницу. Није могуће покрити целу кружницу једном картом, јер је кружница двоструко повезана, а линија је просто повезана.
Треба имати у виду да је могуће констуисати кружницу залепљивањем једног одсечка праве, али ово не чини карту, јер ће се део круга пресликавати у обе залепљене области у исто време.

## Генерализације многострукости
Бесконачно димензионе многострукостиДефиниција многострукости се може генерализовати изостављањем захтева коначне димензионалности. Стога је једна бесконачно димензиона многострукост тополошки простор који је локално хомеотрофан на тополошки векторски простор. Ово изостављање тачка-скуп аксиома, омогућава више кардиналности и не-Хаусдорфове многострукости. Изостављање коначних димензија омогућава да се структуре као што су Хилбертове многострукости моделују на Хилбертовим просторима, Банахове многострукости на Банаховим просторима, и Фрешеове многострукости на Фрешеовим просторима. Обично се релаксира један или други услов: многострукости са тачка-скуп аксиомима се изучавају у општој топологији, док се бесконачно димензионалне многострукости изучавају у функционалној анализи.
ОрбиструкостиОрбиструкост је генерализација многострукости која омогућава извесне врсте „сингуларности” у топологији. Грубо говорећи, то је простор који локално изгледа као квоцијент неког једноставног простора (e.g. Еуклидовог простора) путем дејства разних коначних група. Сингуларитети кореспондирају са фиксним тачкама групних акција, и те акције морају да буду компатибилне у извесном смислу.
Алгебарске варијанте и шемеНесингуларни алгебарски варијетети над реалним или комплексним бројевима су многострукости. Ово се генерализује прво тако што се дозвољавају сингуларности, а затим се дозвољавају различита поља, и треће емулацијом допуњене конструкције многострукости: као што је многозначност спојена у целину полазећи од отворених подскуповима Еуклидовог простора, алгебарска многозначност је спојена у целину од афиних алгебарских варијетета, који су нулти скупови полинома над алгебарски затвореним пољима. Схеме су исто тако спојене у целину од афиних схема, које су генерализације алгебарских варијетета. Обе су повезане са многострукостима, али су конструисане алгебарски користећи снопове уместо атласа.
Због сингуларних тачака, варијетет генерално није многострукост, мада су лингвистички француско variété, немачко Mannigfaltigkeit и енглеско manifold углавном синонимни. У француском алгебарски варијетет се назива une variété algébrique (алгебарски варијетет), док се глатка многострукост назива une variété différentielle (диференцијални варијетет).
Слојевит простор„Слојевит простор” је простор који се може поделити у комаде („слојеве”), при чему је сваки слој многострукост, и слојеви се уклапају на прописане начине (формално, филтрацијом путем затворених подскупова). Постоје разне техничке дефиниције. Једна од значајнијих је Витнијев слојевити простор (погледајте Витнијеве услове) глатке многострукости и томполошки слојевит простор за тополошке многострукости. У основне примере се убрајају многострукост са границом (горње димензионална многострукост и граница кодимензије 1) и многострукост са угловима (горње димензионална многострукост, граница кодимензије 1, кодимензија 2 угла). Витнијеви слојевити простори су широка класа простора, која обухвата алгебарске варијетете, аналитичке варијетете, полуалгебарске сетове, и субаналитичке сетове.
-комплекси-комплекс је тополошки простор формиран спајањем дискова различитих димензионалности. Генерално, резултирајући простор је сингуларан, и стога није многострукост. Међутим, постоји централни интерес ин алгебарску топологију, а посебно у хомотопску теорију, јер се они лаки за израчунавање и сингуларитети не представљају проблем.
Хомологне многострукостиХомологна многострукост је простор који се понаша као многострукост са тачке гледишта хомологне теорије. Све оне нису многострукости, али (у високим димензијама) могу се анализирати помоћу теорије хирургије слично многостуркостима, и одсуство многострукости је локална препрека, као у теорији хирургије.
Диференцијални просториНека је {\displaystyle M} непразан скуп на коме је дата фамилија реалних функција {\displaystyle M} изабрана. Она је означена са {\displaystyle C\subseteq \mathbb {R} ^{M}}. Она представља алгебру у погледу сабирања и множења над тачкама. Нека {\displaystyle M} има топологију описано са {\displaystyle C}. Може се претпоставити да и следећи услови важе. Прво: за свако {\displaystyle H\in C^{\infty }\left(\mathbb {R} ^{i}\right)}, где је {\displaystyle i\in \mathbb {N} }, и произвољно {\displaystyle f_{1},\dots ,f_{n}\in C}, постоји композиција {\displaystyle H\circ \left(f_{1},\dots ,f_{n}\right)\in C}. Друго: свака функција, која се у свакој тачки {\displaystyle M} локално подудара са неком функцијом из {\displaystyle C}, такође припада {\displaystyle C}. Пар {\displaystyle (M,C)} за који важе горњи услови, назива се Сикорскијев диференцијални простор.